# سیگنال دو بوترانژ
سیگنال دو بوترانژ (به لاتین: Signal de Botrange) یک کوه در بلژیک است که در استان لیژ واقع شده‌است. سیگنال دو بوترانژ ۶۹۴ متر بالاتر از سطح دریا واقع شده‌است.